# Claudio Griese
Claudio Griese (* 28. November 1973 in Hameln) ist ein deutscher Politiker (CDU). Seit dem 1. November 2014 ist er Oberbürgermeister der Stadt Hameln.

## Werdegang

### Beruflicher Werdegang
Griese studierte Rechtswissenschaften in Hannover. Seine Referendarzeit absolvierte er in Niedersachsen. 2002 legte er sein Zweites Juristisches Staatsexamen ab. Von 2002 bis 2014 war er als Rechtsanwalt in Hameln tätig.

### Politischer Werdegang
1990 trat Griese in die Junge Union ein. Seit 1992 ist er Mitglied der CDU; er engagierte sich auf Orts-, Stadt- und Kreisverbandsebene der Partei. Von 2006 bis 2014 gehörte Griese dem Kreistag des Landkreises Hameln-Pyrmont und dem Rat der Stadt Hameln an. Im Rat übernahm er 2007 den Vorsitz der CDU-Fraktion. 2013 wurde er von der CDU als Kandidat für das Amt des Oberbürgermeisters der Stadt Hameln aufgestellt. In einer Stichwahl am 15. Juni 2014 erhielt er 56,7 Prozent der Stimmen. Er trat sein Amt am 3. November 2014 an. Während seiner Amtszeit setzte sich Griese für eine Konsolidierung des städtischen Haushalts ein. Außerdem initiierte er eine grundlegende Umgestaltung des Weserufers in Hameln. Im September 2021 wurde er im ersten Wahlgang mit ca. 51 Prozent der Stimmen wiedergewählt.

## Mitgliedschaften
Griese ist Mitglied diverser Aufsichtsräte, u. a. bei den Stadtwerken Hameln, der Hameln Marketing und Tourismus GmbH und der kommunalen Wohnungsbaugesellschaft HWG. Er ist stellvertretender Vorsitzender des Verwaltungsrates der Sparkasse Hameln-Weserbergland und Vorsitzender des Kuratoriums der Eugen-Reintjes-Stiftung.

## Persönliches
Griese ist verheiratet und lebt im Hamelner Ortsteil Tündern.